# Frauenforst östlich Ihrlerstein und westlich Dürnstetten
Frauenforst östlich Ihrlerstein und westlich Dürnstetten este o arie protejată (arie specială de conservare — SAC, sit de importanță comunitară — SCI) din Germania întinsă pe o suprafață de 340,16 ha, integral pe uscat.

## Localizare
Centrul sitului Frauenforst östlich Ihrlerstein und westlich Dürnstetten este situat la coordonatele 48°57′07″N 11°55′29″E / 48.9519°N 11.9247°E.

## Înființare
Situl Frauenforst östlich Ihrlerstein und westlich Dürnstetten a fost declarat sit de importanță comunitară în noiembrie 2004 pentru a proteja 1 specie de plante și 5 specii de animale. Situl a fost protejat și ca arie specială de conservare în aprilie 2016.

## Biodiversitate
Situată în ecoregiunea continentală, aria protejată conține 2 habitate naturale: Peșteri inaccesibile publicului, Păduri de fag Asperulo-Fagetum.
La baza desemnării sitului se află mai multe specii protejate:
- plante (1): Buxbaumia viridis
- amfibieni (1): izvoraș-cu-burta-galbenă (Bombina variegata)
- mamifere (3): liliac cârn (Barbastella barbastellus), liliac cu urechi mari (Myotis bechsteinii), liliac comun (Myotis myotis)
- nevertebrate (1): Euplagia quadripunctaria